# 林媽利
林媽利（1938年5月30日—），台灣醫師，長期任職於馬偕醫院，並任教於國立臺灣大學醫學院與臺北醫學大學醫學院，同時也是馬偕紀念醫院醫學研究部輸血醫學暨分子人類學研究室教授，國際輸血協會MP法品質保證委員會主席。台灣輸血醫學的拓荒者，促使台灣捐血系統的建立以及血庫、輸血作業評鑑
。2017年獲頒第二十七屆醫療奉獻獎。名列「世界名人錄」、「科學及工程世界名人錄」及「醫學及生物世界名人錄」，有「台灣輸血醫學之母」的稱號。其夫郭惠二為國立彰化師範大學化學系退休教授，1996年獲頒第六屆醫療奉獻獎。

## 生涯與專業
林媽利的父親林新振是外科醫師，母親是日本人吉武牧野（漢名林媽基）。
幼年時在日本生活，1947年二戰結束後回到台灣。1951年從高雄湖內的「文賢國小」畢業，進入台南有名的教會學校「長榮女中」，1954年至1957年就讀於台北市第二女子中學（今中山女高）。1964年從私立高雄醫學院畢業取得醫學士學位，隨即進入臺大病理研究所繼續深造。1967年於臺大畢業後留校任教，並曾經在1964年至1969年之間擔任臺大醫院病理科住院醫師。後來，她又前往美國德州大學Galveston醫學分院（UTMB）任職臨床及解剖病理專科醫師，1981年底回國，並在台北市馬偕紀念醫院擔任檢驗科主任。林媽利的專長為輸血醫學、血液病理以及臨床病理等，曾發表近130篇有關輸送血液的相關論文。
1998年，林媽利獲聯合國教科文組織推薦，成為台灣第一位獲得「Helena Rubinstein獎」提名的女性科學家，受邀擔任國際輸血協會MP法品質保證委員會主席。
1999年，主辦首次在台舉辦的第10屆國際輸血協會西太平洋區大會，並擔任主席。
2011年，林媽利推動「讓二二八受難者遺骸回家」 計畫，馬偕醫院為其建立專用DNA實驗室。
2017年9月23日，林媽利獲頒第27屆醫療奉獻獎。

## 主要研究
林媽利最受矚目的就是通過臺灣人血液成分的檢測，對臺灣族群的來源所做的推測與論斷。
林在比對全球人種DNA的相關學理研究後提出，台灣原住民祖先是在1萬5000年前冰河時期結束之前，從東南亞島嶼（菲律賓、印尼）等地遷徙至台灣，在台灣島內經過幾千年長期的隔離，形成相似及一致的基因結構。台灣原住民、東南亞島嶼族群（印尼、菲律賓等）在血緣上很接近，不易區分，而且研究顯示台灣原住民在上萬年之間陸續來自東南亞島嶼，且兩地有族群可能互相遷移。
她進一步提出佔全台91％的閩客族群中85％有原住民血統（包括高山族、平埔族，以及東南亞島嶼族群），90%以上的台湾閩南人、客家人有中國大陸南方百越族血統，不是純北方漢人的後代，反倒與東南亞較相近，所以台灣人可說是東南亞大陸、东亚大陆、原住民以及東南亞島嶼等地區人種混血的結果。

## 爭議與回覆

### 學術倫理與基因論戰
史丹佛大學人類學博士陳叔倬（現任國立自然科學博物館人類學組助理研究員），以及西拉雅文化研究者、西拉雅族人段洪坤，於2008年共同在《台灣社會研究季刊》上撰文〈平埔血源和台灣國族血統論〉，對林團隊的基因檢測和研究方法提出三點質疑；林媽利亦在 《台灣社會研究季刊》撰文〈再談85%台灣人帶原住民的基因〉回應批評；陳叔倬、段洪坤之後在該季刊再次發表〈台灣原住民祖源基因檢驗的理論與統計謬誤〉，他們認為林媽利選擇性回避他們的質疑，卻花大量篇幅講述與原文無關的內容，又認為文中並未回答具體的技術性問題，而林僅是在質疑其動機是否有配合中國攻擊台灣的研究、宣揚漢族血統論的政治意圖，二人要求林予以正面回應。

### 數據前後矛盾
在人類組織抗原方面，林媽利發表的台灣人與原住民接近的比例從早先的13%（2001年）變到52%（2007年）；在粒線體DNA方面，則是由26%（2006年）變到47%（2007年）。
對於批評，林媽利聲明兩者的差異是因為13%是以早期血清學法的方式取得，而52%是以後期較精確的DNA方法取得。另外，早期的實驗（13%）只比對了高山原住民與閩南/客家人的異同，而後者（52%）則有加入東南亞島嶼族群及其他亞洲因素。至於母系血緣（粒線體DNA）的差別（26%與47%），也基本上是因為前後所用實驗方式不同所致。於此，陳叔倬等人指出，對於某個遺傳指標而言，提高檢測精準度只能將人群再度進行細分，卻不能把不同的人群變為相同，就好像10色的視像提高解析度，只可能將原先的10色細分至20、30色乃至更多色，卻絕無可能將原先10色中的2色合併，因此早期數據是在低精准度下所得的解釋並不成立。
此外遺傳指標的相似度，不能簡單等同祖源，林媽利提出了越族論，而越族作為一個歷史概念，本身的來源就甚為龐雜，古代可以被稱之為越族的族群們從祖源上來看並不單一，漢人在渡海來台之前，有可能已經混入和原住民族群相似的遺傳特徵，考慮到台灣原住民的遺傳多樣性非常低，卻仍能夠在大陸的侗台語系人群中被發現，接近遺傳特徵的來源和時間點，更有可能是在渡台之前而不是之後。

### 族群認定的標準
林媽利的研究採樣，只要受試者說他是平埔族，這個樣本就被放到平埔族中。因此，一個事實上沒有平埔族血統的受試者，可能藉由自我宣稱而成為平埔族樣本，並使其他不是平埔族血統的樣本也被鑑定為平埔族。相對地，陳叔倬08年的研究採樣則結合了日本時代的戶籍資料，確認受試者的家庭從19世紀末以來未曾與漢人通婚，才算是平埔族樣本。
在數據分析方面，林媽利在判定「原住民血統」時採用了「絕對寬鬆標準」，只要研究對象的母系血緣、父系血緣、組織抗原這三個基因系統中有一個與原住民相似，即被歸類於「原住民血統」之列。反之，對於亞洲大陸（漢）的血緣判定，則採取「絕對嚴苛標準」，必須要三個系統同時不帶有（at most）所謂的原住民特有基因，才不至於被判定為帶有原住民血緣。同一組數據，卻使用不同的判定標準，有操弄數據之嫌。主觀喜好下，選擇何種血統來源採用何種標準，也使得台灣漢人血統來源總計達到267%（按照林媽利算法，三個系統相加85% + 90% + 95%），超過統計學合理表達方式的100%。林媽利在後續回覆中，並無對第二個問題進行解釋，也無在統計方法進行任何修正。
實際上，林媽利也曾用“絕對嚴苛標準”計算過原住民血源。林在2007年的〈Genetic profile of "non" aboriginal Taiwanese〉一文中估計1.5% 台灣漢人是「純」原住民，因為只有1.5% 台灣漢人在三個系統下同時帶有所謂的原住民基因。而她在〈永恆的西拉雅族〉一文中則估算3.5% 西拉雅人是「純」原住民，因為只有3.5% 的西拉雅人同時帶有三個所謂的原住民基因。

### 歸類方法不準確
如上所述，林媽利所用的判定標準是「基因系統有無原住民基因」，而非「原住民基因比例是否比漢族高」，以提高「原住民血統」比例。但人類基因上萬，若依此“絕對寬鬆”標準，只要多檢測幾個基因系統，「原住民血統」的估算比例即可升到99.99%，若按同一標準衡量「漢族血統」，估算比例達到99.99%的速度更快；同一原理，人類與黑猩猩的基因有98.5%完全一致，若藉此表示「100％台灣漢人帶有黑猩猩基因」，實質沒有任何意義。林媽利對此並無作出回應。

### 後續與餘波
雖然未再有回應二人，但在林媽利之後出版的《我們流著不同的血液：台灣各族群身世之謎》一書中，她卻形容陳叔倬與段洪坤是北方漢人血統論者，並表明要「堵住台灣人的北方漢人血統論者的嘴巴」(第11頁)。對於這場學術大戰，有社會學者指出，它已不是一般意義上的科學研究，新的遺傳技術，沒能夠為台灣在國族和血統方面提供想要的科學依據，從而引發的爭辯，表面上是在討論科學，實際解不開的卻是情感，應該注意科研行為的背後，受意識型態左右的事實。

## 其他

### 研究唾液風波

#### 事件起因
作為「南島民族的分類與擴散」研究計畫的一部分，林媽利及其團隊於2007年初到花蓮縣豐濱鄉新社部落，收集了29名噶瑪蘭族原住民的唾液檢體。林原計劃將幾個台灣原住民族的唾液樣本，相互比較參照，以尋找台灣地區與東南亞國家、亞洲大陸在族群上的關係。
研究團隊表示，採集唾液前，曾與部落頭目及長老們溝通，並提供研究對象簽立「同意書」。但葛瑪蘭發展協會認為，林媽利沒有完全說明其研究目的，也沒有向族人充分說明他們的權益，違反醫學研究倫理，因其並未通過部落會議決議，違反《原住民基本法》，隨即發出信件向國科會和原住民委員會告發。

#### 善後處理
林採集來的唾液樣本，在國科會監護下，被公開銷毀，這是台灣第一宗遺傳研究樣本因抗議而被銷毀的案例。至於違反研究倫理的部分，國科會學術倫理審議委員會要求林媽利，將噶瑪蘭族人的相關數據封存，不得藉此進行研究和論文發表，裁定林媽利及馬偕醫院違反醫學倫理，並責令改正。
事後林媽利和馬偕醫院解釋到，他們是透過翻譯，向受檢者說明的，語言溝通發生問題，沒有完全說清楚，因此引發爭議。這種說法隨即遭到反駁，理由是噶瑪蘭族人除本族語外，大多數人都精通國語、台語，推脫語言溝通發生問題，不足以說明問題。馬偕醫院於2010年又補充了三點聲明：即林媽利澄清她有委託噶瑪蘭族的長老代為溝通；林團隊有提供受檢者同意書，雖非國科會所核准的版本；以及當族人簽署同意書後，林教授沒有提供副本給受檢者帶回 。

### 基因優勢與米田堡血型

#### 馬偕醫院的血型研究
根據林媽利始自90年代的族群研究，台灣不少原住民具有一種叫米田堡的特殊血型，最早在1951年，美國的Levine醫師在Miltenberger夫人的血液裏面，檢測出一種未曾報告過的抗體，此抗體造成她所生的嬰兒有新生兒溶血症，米田堡血型由此被世人所知。
世界上白種人與日本人具有此血型的比例不到萬分之一，林媽利卻發現其占比在部分台灣原住民中很高，分別為：卑南族21.2%；雅美族（達悟族）34.3%；阿美族88.4%，其中阿美族的頻率尤高。林的數據還顯示，持有米田堡血型在長江以北的外省人是0.0％，長江以南的外省人是4.3％，林在研究中進一步將台灣閩南人，拆分為東南西北四個分類，東部以外的閩南人具米田堡血型的比例為2~3％，而東部地區具該血型的比例達11%，因而推測其係與阿美族人通婚的可能。
馬偕醫院研究團隊在2009-2017年間，發表了多篇台灣族群中的米田堡血型與運動生理學相關的研究，認為具有米田堡血型的人排放二氧化碳較快，以此判斷其呼吸、代謝和耐力較強，有部分台灣醫界人士認為，這從學理上提供了為什麼原住民多運動健將，體力較好，基因較一般人優異的依據。

#### 媒體渲染與擴大解釋
媒體傳播亦大肆渲染米田堡血型的天然優勢，每逢體育賽事，輒以「世大運原住民選手成績佳 米田堡血型引話題」、 「優勢藏在血液裡...米田堡血型解密」、「為何世大運原住民選手超強？」、「專家發現阿美族血統有全球第一的『先天優勢』」為專題報導，有批評認為米田堡血型在台灣已被神化，而媒體簡化、誇張的標題更加深了社會大眾的誤解。
中央研究院社會科學研究所研究員的蔡友月指出：「米田堡血型與各項運動專長之間是否有關，僅是研究者假設、未經證實的科學命題，媒體直接以『米田堡血型呼吸代謝快 原住民體能具優勢』這樣誇大的標題，斷章取義地建構社會大眾對原住民具有運動基因本質論的理解」。很多人群特徵、行為展現往往是由於社會環境的影響，而不是先天的遺傳，後天的生活環境、家庭教育觀念等都有可能是影響原住民體能的關鍵。
事實上，科學研究從未證實「單一的基因」與「任何行為特徵」具有「一對一」的因果關係，基因有它的影響力，一個人的運動、學習、說話、藝術都與其相關，然而從某一個基因到某種複雜、長期的行為特徵，存在了太多其他的因素左右，知道有相關性比較容易，但是要確定他們有因果關係，就十分困難，對於此類議題，研究者的發言必須謹慎。